# We're Here Because We're Here
We're Here Because We're Here — восьмий студійний альбом англійської групи Anathema, який був випущений 31 травня 2010 року.

## Композиції
1. Thin Air - 5:59
2. Summernight Horizon - 4:12
3. Dreaming Light - 5:47
4. Everything - 5:05
5. Angels Walk Among Us - 5:17
6. Presence - 2:58
7. A Simple Mistake - 8:14
8. Get Off, Get Out - 5:01
9. Universal - 7:19
10. Hindsight - 8:10

## Склад
- Вінсент Кеванах — вокал, гітара
- Джон Дуглас — ударні
- Джеммі Кеванах — бас-гітара
- Деніел Кеванах — гітара
- Лес Сміт — клавишні
- Лі Дуглас — вокал